# Batmobile
El Batmobile (en inglés) (conocido como Batmóvil en España y como Batimóvil en Hispanoamérica) es el ficticio automóvil conducido por el superhéroe Batman. Ubicado en la Baticueva, al cual accede a través de una entrada oculta muy grande pero, a su vez, super secreta y ficticia, el Batmobile es un vehículo fuertemente armado que es usado por Batman en su lucha contra el crimen. Utilizando la última tecnología de rendimiento civil, junto con prototipos de hardware de grado militar, la mayoría de los cuales fueron desarrollados por Empresas Wayne, Batman crea un imponente monstruo híbrido para merodear por las calles de Gotham City.
El Batmobile apareció por primera vez en Detective Comics # 27 (mayo de 1939), donde se lo describió como un auto rojo de apariencia normal. Su aspecto ha variado, pero desde sus primeras apariciones, el Batmobile ha tenido un destacado bate motivo, normalmente en forma de ala que incluye aletas traseras. Blindado en las primeras etapas de la carrera de Batman, se ha personalizado con el tiempo y es el recurso de lucha contra el crimen más avanzado tecnológicamente del arsenal de Batman. Las representaciones del vehículo han evolucionado junto con el personaje, y cada encarnación refleja las tecnologías evolutivas de los automóviles. Se ha descrito que tiene muchos usos, como la búsqueda de vehículos, el transporte de prisioneros, la guerra antitanques, el control de disturbios y como dispositivo móvil de laboratorio del crimen. En algunas representaciones, el Batmobile tiene montajes de ruedas articulados individualmente y se puede manejar sin tripulación o se puede operar a distancia. Apareció en todas las versiones de Batman, desde cómics y televisión hasta películas y videojuegos, y desde entonces se ha convertido en parte de la cultura popular.

## En otros medios

### Animación
El Batimóvil hizo un breve cameo al final del episodio "Reunion" de The Looney Tunes Show. Bugs Bunny se marchó después de ver el Bati-señal porque, en ese programa, él es secretamente Batman. Este Batmóvil se asemeja ligeramente a la versión de la Edad de Oro.

#### The Batman/Superman Hour
Según el sitio BatmobileHistory.com, el Batmobile creado para la serie de TV Filmation Associates 1968–1969 no se basó en gran medida en su predecesor inmediato (excepto en el hecho de compartir dos toldos de cabina trasera con el Barris / Futura Batmobile) o cualquier versión en Publicaciones de DC Comics de la época. Además, el Batmobile de Filmation presentaba un cuerpo largo y negro con lo que se describe como un perfil de "botella de Coca-Cola", con un gran emblema de murciélago azul claro en el capó, que, cuando se activó un control del tablero de instrumentos, el símbolo del murciélago de metal dobló su "Alas" hacia arriba en su centro, formando una cortadora de barricada / cadena. No había símbolos de murciélagos montados en la puerta.
Otra salida del Barris Batmobile fue un parabrisas único y grandes aletas de murciélago elevadas. Curiosamente, la parte inferior del auto era de color azul claro, y parecía ocultar el chasis del auto, excepto por un panel motorizado, del cual emergerían dispositivos como el Bat-winch. Se supone que el Batmobile de Filmation utilizó este color inferior azul claro para que el panel y los dispositivos sean más fáciles de ver. Además, los asientos de la cabina del piloto eran de un rojo vibrante, con un panel del tablero de instrumentos con detalles de murciélago alrededor de una pantalla de monitor insertada, entre otros detalles. El Batmobile de Filmation usó paracaídas, pontones inflables y, en caso de que los neumáticos estuvieran dañados, jets montados en la parte trasera y vertical para levantar y propulsar el auto, lo que esencialmente hizo que funcionara como un aerodeslizador de alta potencia. fue uno de los pocos Batmobiles que no vio adaptaciones a ninguna publicación de DC Comics o tiene réplicas disponibles en el mercado (juguetes, autos de fundición a presión, kits de plástico, etc.).

#### Súper amigos
El Batimóvil visto en los primeros episodios de Super Friends se basó en el diseño de Lincoln Futura en la serie de televisión de acción en vivo protagonizada por Adam West. La principal diferencia con la versión de Super Friends fue que las líneas del automóvil se modificaron sustancialmente para su uso en animación. El cambio más obvio fue en la nariz del auto, donde el capó recibió una depresión en "V" que hacía eco en la fascia inferior. Este fue también el primer Batimóvil (de cualquier medio) en presentar emblemas de murciélagos amarillos en las puertas. Esta característica particular sería rápidamente adaptada por los cómics.
Comenzando con el Reto de los Súper Amigos en 1978, el Batimóvil se renovó. Esta nueva versión fue desarrollada para tener un estilo más aerodinámico y de bordes duros. Además, este Batmóvil era más pequeño que su antecesor. Tenía una nariz inclinada y contrafuertes voladores de columnas B. Las características que se transfirieron del original Super Friends Batmobile fueron la máscara de murciélago, las aletas horizontales bajas, los parabrisas de burbuja doble y el esquema de color azul.
En 1984, Super Friends renovó su formato (primero como Super Friends: The Legendary Super Powers Show y luego como The Super Powers Team: Galactic Guardians) para servir como enlace a la colección de Super Powers de Kenner.

#### Universo animado de DC Comics
El Batimóvil apareció en varias series del universo animado de DC.

##### Batman: la serie animada
El Batmóvil en Batman: la serie animada combinó elementos de estilo de varias épocas para producir un vehículo largo y bajo con líneas cuadradas, aletas largas y una punta roma con una parrilla de cromo masiva que podría haber sido desde cualquier época entre los años 1930 y 1990. Esta versión del Batmobile también se parecía vagamente al Batmobile de las dos primeras películas de Tim Burton. A pesar de la presencia obvia del escape del chorro, el programa usó con frecuencia los efectos de sonido de un motor alternativo para las escenas de conducción del Batimóvil. Esto, más vistas directas del motor (como se ve en el episodio "The Mechanic"), sugiera que el automóvil utilizara un motor de pistón grande para la potencia primaria y un chorro auxiliar para la aceleración a alta velocidad. También tenía un modo estacionario blindado para evitar que las personas manipulen el automóvil cuando se lo deja sin supervisión, aunque esto no fue así. tan evidente como los "escudos" usados en la película Batmobile de 1989. El diseño original de Batmobile tenía muchas variantes de diseño, así como la limusina de Bruce Wayne, como se ve en Batman Beyond, a la que los productores se refieren como "un Batmobile al revés". También hizo un cameo en el episodio "The Call, Part 1", de la tercera temporada de Batman Beyond.

##### Las nuevas aventuras de Batman
El Batmóvil fue rediseñado en The New Batman Adventures y su motor a reacción estaba notablemente ausente. Este diseño de Batmóvil se reutiliza en Justice League, y en Justice League Unlimited, aunque parece algo más azul que negro en el color de la pintura. El vehículo poseía ventanillas de bañera antibalas. Si el neumático se trituró, un neumático de reemplazo tomará el control inmediatamente después de descartar el anterior.

##### Batman: Beyond
Un nuevo diseño de Batmobile volador aparece en Batman Beyond, utilizado por el nuevo Batman (Terry McGinnis). Esta versión del vehículo tuvo varias apariciones en el futuro del Universo DC, ya que los autos voladores se mostraron como una tecnología común en este futuro. Este diseño es una desviación radical del estilo habitual de los Batimóviles, ya que generalmente tienen un motivo de murciélago, desde una placa frontal de murciélago en la parrilla, hasta aletas de cola que se parecen a las alas de un murciélago.
Esta versión de Batmobile es una cápsula simple y elegante con ángulos afilados y lados redondeados. Su interior es una carlinga para una sola persona iluminada en rojo, con circuitos de computadora y pantallas visibles a su alrededor. Está armado con misiles inmovilizadores guiados y cables de agarre. Al ser un "asiento único" por diseño, nunca fue pensado para llevar a dos personas, como se muestra cuando Maxine, la amiga de Terry, estaba sentada detrás del asiento con gran incomodidad. Según Bruce, la velocidad máxima de los vehículos es Mach 3; sin embargo, Terry nunca ha pilotado el vehículo a esas velocidades a través de Gotham City. Cuenta con una escotilla desplegable; esto le permite a Terry una salida / entrada rápida desde abajo sin tener que estacionar el vehículo y salir, permitiéndole literalmente caer sobre sus oponentes. Como el Batmóvil de Terry presenta un sistema de camuflaje que lo hace invisible; sin embargo, otro sistema consiste en un proyector holográfico que lo disfraza como un simple basurero o un auto al azar para alejar a los curiosos y los potenciales vándalos. El vehículo ha incorporado grabadores digitales y cámaras para recopilar pruebas de audio y visuales.

##### The Batman
En la serie animada The Batman, el Batmóvil se parecía a un coupé deportivo con múltiples rendijas de escape que sobresalían del parachoques trasero. En el episodio "RPM" de la tercera temporada, este Batmóvil sufrió un accidente irreparable, y Batman completó un diseño de prototipo que incluía un generador de energía EXP de Wayne Industries. Este Batmóvil era más largo y tenía un perfil más bajo con solo un escape de chorro triangular proveniente de la parte trasera del auto, parecido al de Batman: la serie animada. Al final del episodio, Batman señala que, debido al éxito de Batmobile EXP, es un "guardián". En la cuarta temporada, el episodio "Artefactos" explora Gotham City en el año 2027, mirando hacia atrás desde 3027, completo con un nuevo Batmobile parecido a un tanque que recuerda el diseño de Frank Miller para el Batmobile en The Dark Knight Returns.

##### Batman: Gotham Knight
En la colección de cortos animados de DVD Gotham Knight, el Batimóvil aparece en la función titulada "Prueba de campo". Aunque se encuentra en la misma continuidad que las películas de Christopher Nolan, es un pastiche visualmente del Batimóvil, tal como ha aparecido en varias películas. Además, el Batimóvil aparece en la función titulada "A través del dolor"; En donde Alfred llega para recoger a Batman. El Batimóvil que aparece en esta escena parece estar inspirado en su aparición en la película de acción en vivo de 1989.

##### Batman: The Brave and The Bold
El Batmobile en Batman: The Brave and the Bold toma elementos de diseño de los Golden Batmobiles y el Lincoln Futura. Este Batimóvil tiene la capacidad de transformarse en otros vehículos. La corbata en el Batmobile de toyline comparte esta característica, transformándose de auto a jet. En al menos una ocasión, se ha convertido en una mecha similar a los Bat-Bots vistos en Kingdom Come. En el episodio "Game Over for Owlman", Batman se ve obligado a usar un Batmobile de respaldo que se parece a un Studebaker.

##### Scooby-Doo and Guess Who?
El Batmovile hace su aparición en el episodio "¡Qué noche, para el caballero oscuro!". Se basa en la primera serie de televisión de acción de 1966 a 1968.

##### Beware the Batman
El Batmóvil en "Beware the Batman" es un auto bajo y plano tipo F1 con una cabina de piloto sentado y una nariz puntiaguda. El automóvil tiene aletas horizontales que flanquean un par de motores a reacción, ruedas grandes con llantas de perfil bajo, así como dosel de ángulo pronunciado. Esta versión, como es común con los Batmobiles, parece muy duradera, con blindaje de bajo perfil, ya que a lo largo del programa se ha disparado desde lanzadores de cohetes sin ningún daño notable, se enfrentó a maquinaria de demolición de alta potencia sin marcas visibles en el punto de romper dicha maquinaria, etc. El interior cuenta con un sistema de comando de voz, un sistema de enlace de video y más, directamente dirigido al Batcomputer.

##### The Lego Movie
En The Lego Movie, una gran versión de seis ruedas del Batmobile (que en realidad es el Batwing transformado por Batman) aparece equipada con sub-woofers. Es destruido durante el ataque a Cloud Cuckoo Land.

##### The Lego Batman Movie
En The Lego Batman Movie, aparecen varias versiones de Batmobile de diferentes adaptaciones de Batman. En la película, Batman maneja el "SpeedWagon" Batmobile, que parece inspirarse en los anteriores Batmobiles. Este Batmóvil también usa "baterías atómicas", una característica que se ve en las representaciones de los años sesenta. Otros batimóviles aparecen brevemente, incluyendo el de la serie 1960 de televisión, películas de Tim Burton, Batman Forever, la edad de oro, de Frank Miller, The Dark Knight Returns , The Dark Knight Trilogy, y Batman: La serie animada.
El Speedwagon fue impulsado por fallas por "Nightwing" (alter ego de Robin cuando Batman está desaparecido en el mundo), combinándose con las habilidades de principiante de Nightwing causó la destrucción del carro de la velocidad, pero en el clímax de la película, Batman, de su batalla. La familia y los antiguos secuaces del Joker hacen un nuevo Batimóvil con cuatro vehículos desmontables (Bat-Plane para Batgirl, Bat Assault Vehicle para Bat-Alfred, Bat-Cycle (inspirado en The Dark Knight) para Robin y un Batmobile adecuado para Batman).

### Acción en vivo

#### El Batmobile de 1966

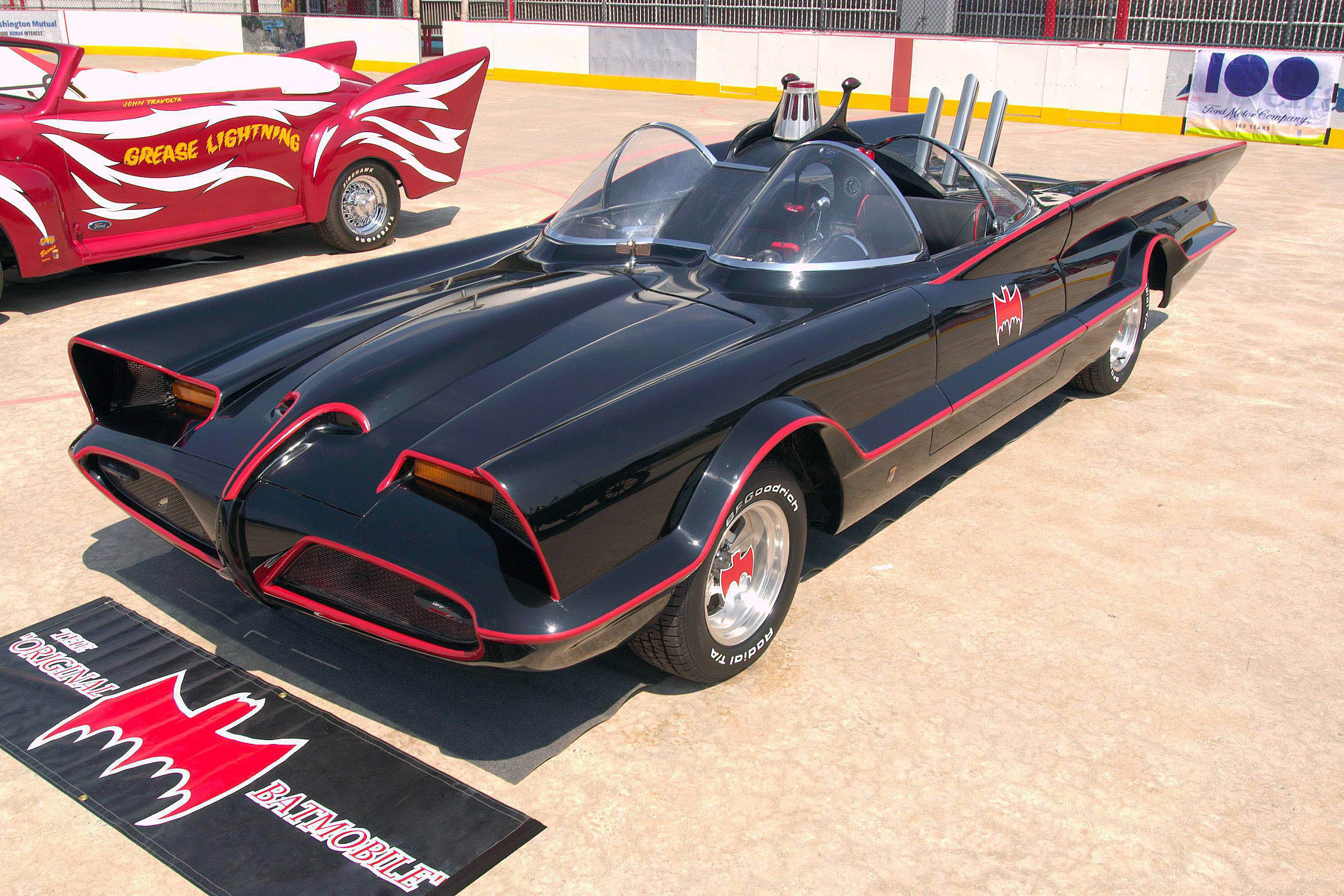
El Batmobile de la serie televisiva Batman de 1966.

El Batmobile de la primera serie televisiva de acción de 1966–1968 nació basado en un Concept Car de Ford Motor, llamado Lincoln Futura, construido durante la década anterior en 1954. La carrocería del Futura, fue fabricada por el carrocero Ghia de Italia, cuyos artesanos moldearon los logos, sobre los paneles del auto y tallaron el estilo de diseño de un rayo, sobre el cuerpo del auto. En 1965, ABC-TV contrató al famoso customizador de Hollywood George Barris para diseñar un Batmobile para su producción próxima a estrenarse: La serie televisiva Batman. Dean Jeffries trabajó en el diseño y fabricación inicial del Batmobile, usando un Cadillac de 1959, pero cuando el estudio buscó un coche rápido que le pudieran proporcionar, volvieron nuevamente con George Barris.

#### El Batmobile de Tim Burton
En las películas de Tim Burton Batman y Batman Returns, fue presentado un nuevo diseño del Batmobile. El mismo, reflejaba el ambiente de art déco de la Gotham City de Burton. Este, era enorme, largo, bajo y liso, combinando elementos de diseño de los cupés de 1930, como el Bugatti Tipo 57 y modernos coches de carreras, tales como el Porsche 962 y todo ello montado sobre el chasis de un Chevrolet Impala. El motor que equipaba esta maravilla rodante, era nada más ni nada menos que la turbina de un jet, que era alimentada con un combustible especial, una mezcla de gasolina y parafina, de un octanaje del 97% y que llegaba a desarrollar una velocidad máxima de 530 km/h con aumentador de presión.
En Batman, se ve por primera vez al Batmobile, cuando Batman acude al rescate de Vicki Vale, para sacarla de las garras del Joker y sus secuaces en el museo de Arte de Gotham City. Los dos escapan en el Batmobile y Batman conduce hasta la Batcueva, donde deja a Vicki los secretos de la mortal combinación química del Joker. La próxima aparición del Batmobile, sucede cuando Batman entra en las fábricas de Químicos Axis, pero con el piloto automático, dejando tras de si una carga de explosivos que terminan destruyendo la fábrica.
En Batman Returns, el Batmobile también desarrolló un modo secundario conocido como el "Batmisil", donde las ruedas se contraerían hacia adentro, desbancando a los faldones laterales del vehículo, convirtiéndolo con una forma de especie de tren bala estlizado, capaz de escurrirse a través de callejones estrechos. Esto pudo verse después de que Batman fuera acusado por El Pingüino y Catwoman de secuestrador y asesino. En el proceso, Batman cae en una trampa, cuando el Batmobile había sido saboteado por el Pingüino, y este se hizo con el control del vehículo, provocando múltiples destrozos, accidentes y persecuciones policiales.

#### El Batmobile de Joel Schumacher
Durante los años 90, las películas de Batman pasaron del director Tim Burton a Joel Schumacher. Este nuevo Batmobile era más kitsch, con la adición de luces a las llantas, laterales, capó y alerones con formas de alas. Se dotó al Batmobile de nuevas facultades, incluyendo un gancho que le permitía escalar paredes, así como la capacidad de alcanzar velocidades que le permitían dar grandes saltos. El Batmobile hace su aparición al inicio de la película dentro de la nueva Batcueva y posteriormente usado por Dick Grayson en una calle peligrosa y discutido por Batman y la Dra. Chase Meridian: "es el auto no?, todas lo adoran".
Este Batmobile de Batman Forever fue destruido por Riddler mediante explosivos en la cabina del piloto. El diseño de los Batmobiles de las películas de Schumacher es criticado debido a su forma fálica.
Este Batmobile tuvo un motor de alto rendimiento Chevrolet 350 ZZ3 con una alta compresión de 345 caballos de fuerza (257 kW), además de cilindros de aluminio en ángulo. El cuerpo está hecho de fibra de vidrio con epoxi laminado a alta temperatura fabricado con aire al vacío. La distancia entre ejes es de 118 pulgadas (3,0 m), las medidas automóvil marca una distancia entre ejes en torno a 103 (USDOT Datos 1980-2000) pulgadas. En total, su tamaño era 7,62 m de largo y 3,20 m de altura. Se utilizó fibra de carbono para construir el cuerpo de este particular Batmobile. Para hacerse una idea, la fibra de carbono es el mismo material que se utiliza normalmente para vehículos de Fórmula 1 y aviones de combate F-16. Las especificaciones para el Batmobile en esta película son:
Longitud: 7,62 m
Ancho: 94,4 en
Altura: 3,20 m
Velocidad máxima: 330 km/h con refuerzo
Motor: Off-road motor en marcha
Distancia entre ejes: 118 en
Neumáticos giratorios
No está claro que el Batmobile de Batman y Robin fuese destruido durante la película, el Sr. Frío disparó a los bajos del coche durante varios segundos antes de que el coche se estrellase. En el caso del segundo Batmobile de Joel Schumacher (como se ve en la película de 1997 Batman & Robin) no aparece ni un asiento del pasajero, ni un interior. Al igual que el coche de Batman Forever, este Batmobile (diseñado por Harald Belker) aparece con llantas y los paneles del motor. Las pantallas estaban más integradas en este coche con luces de colores rojo, naranja, amarillo y azul, así como unas luces especiales pulsante en la zona que indicaba el consumo de la turbina de contrarotación. Las boquillas se inclinaban lejos de la línea central del coche un poco, así que el efecto final fue que los seis tubos de escape formaron una "V" para mantener el coche apuntando hacia el frente. Se incorporó una máscara de murciélago en el morro del coche, aunque las líneas esculpidas hace un tanto difícil de distinguir en un primer momento. Sin embargo las aletas eran inconfundibles siendo el conjunto más grande jamás construido en un Batmobile del mundo real. En la versión de Batman y Robin el arsenal de armas y gadgets es controlado por voz y por un ordenador de a bordo, la cabina contiene un solo asiento. Desde detrás del volante, el conductor tiene acceso a un polivalente sistema de respuesta de comandos que proporciona la activación inmediata de armas durante el ataque y los procedimientos de defensa. El Batmobile de Batman y Robin estaba equipado con doble montaje, lanzadores de cohetes, ganchos de ataque delantero y trasero, multipunto infrarrojos y escáner láser de seguimiento de las unidades, anterior / posterior del eje, bombas sobre ruedas, catapulta de asientos eyectables, y un vehículo auxiliar integrado en el propio chasis del cual se separaba para convertirse en un vehículo de emergencia en carretera similar a una motocicleta. La cabina de un solo asiento y con la habilidad de desacrivar la motocicleta RedBird de Robin.
En Batman & Robin, el diseño del chasis aerodinámico y "T" con distancia entre ejes proporcionan la estabilidad del Batmobile con un contrapeso girométrico, lo que permite girar a altas velocidades con ángulo de 90 grados sin perder el impulso. Los planes iniciales para el Batmobile consideraban que era capaz de transformarse en el "Bathammer" vehículo visto en esta película, [A], pero posteriormente dichos planes fueron abandonados. Las especificaciones para el Batmobile en esta película son los siguientes:
- Longitud: 33 pies de largo, 10 metros de largo. Las seis columnas de llamas formaban una salida en forma de V de 1,80 m de longitud.
- Altura: 1,5 m
- Velocidad máxima: 230 km/h en carretera, 350 km/h con un empuje postcombustión; carretera TFX probado el Batmobile a 140 kilómetros por hora. 350 km/h y la propulsión a chorro adicionales trae los coches a 530 km/h.

Motor [42]: Chevy 350 ZZ3 (motor de carreras off-road). En lugar de un solo chorro de escape, este Batmobile tenía un "boattail" flanqueado por defensas traseras separadas, cada una con tres menores de escape boquillas.
- Base de los ejes: 388 m
- Neumáticos: Se montó en la costumbre de 22" con llantas de prototipo, 55 neumáticos Goodyear con Batsímbolos en los lados.

#### El Acróbata de Christopher Nolan

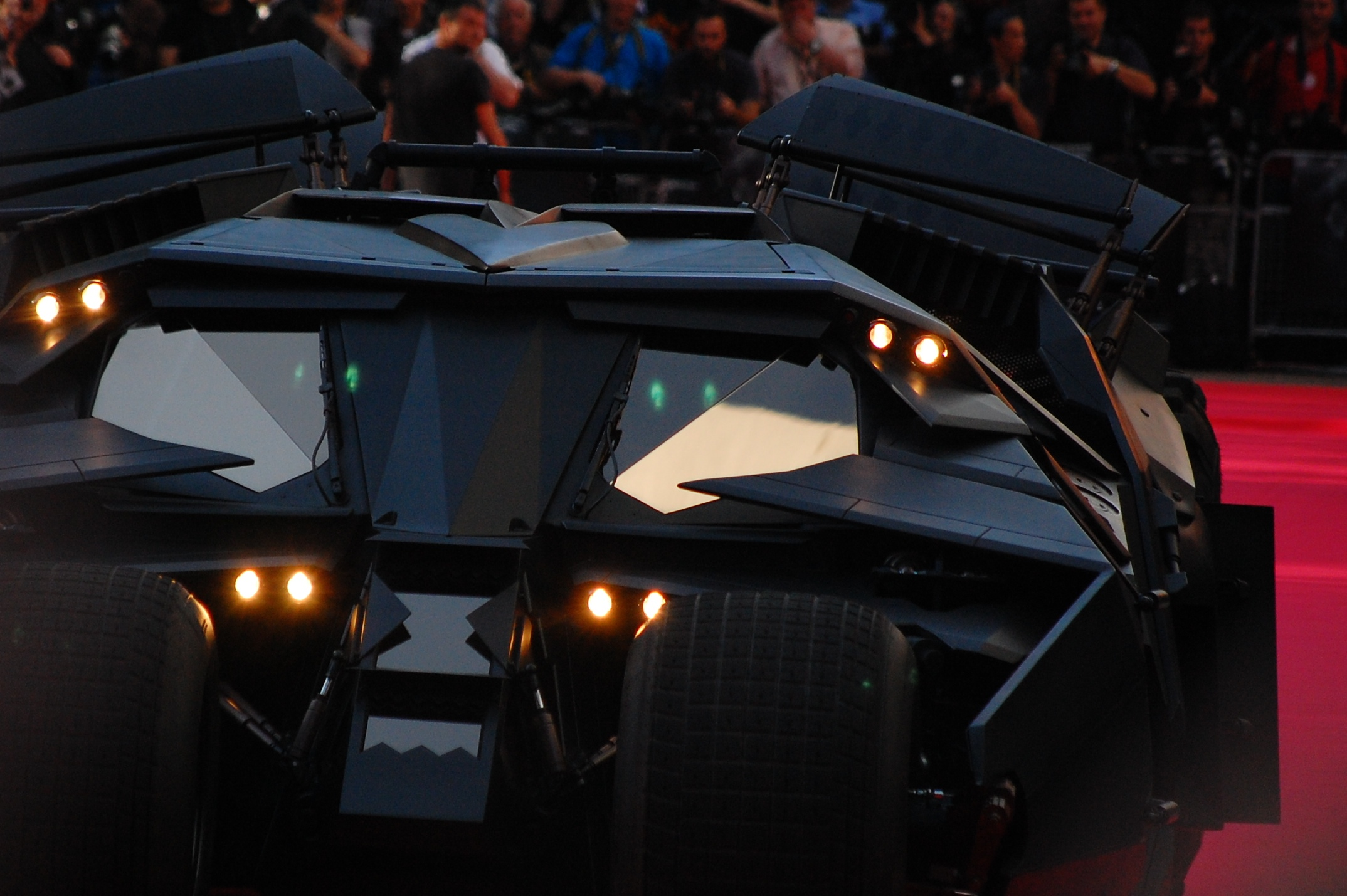
Batmobile de la película Batman Begins dirigida por Christopher Nolan.

El Batmobile que se muestra en la película Batman Begins y su secuela The Dark Knight, conocido popularmente como “Acróbata” (“Tumbler”), es de apariencia similar al tanque de la imagen dada por Frank Miller al Batmobile en Batman: The Dark Knight Returns; completamente diferente de la imagen de automóvil elegante visto en otras películas.
El diseñador de producción de la película describe el coche como el cruce entre un Lamborghini y un Humvee. Según el interés de los filmes de Nolan, el nuevo vehículo buscaba ser más acorde a un real vehículo de batalla y por lo tanto se inclina hacia lo práctico de su utilización, dejando de lado los excesos "camp" y motivaciones estéticas de las películas anteriores.
En varias escenas al interior del Batmobile, parece que este se condujera como un barco; basados en la ubicación del acelerador, su uso y su construcción.

##### Características
Se construyeron cinco Batmobiles para la filmación de la película, cada uno con un propósito especial; para satisfacer las diversas necesidades de acrobacias de la película: Dos completamente conducibles usados para las escenas de disparos. Uno hidráulico, usado en las escenas de saltos. Uno con tanques de propano para alimentar las explosiones en la boquilla de la parte trasera; y un modelo eléctrico de escala 1/3 manejado por radio, para la mayoría de trucos del Batmobile en la película (por ejemplo, la persecución en la azotea).
Las escenas con el modelo a escala fueron filmadas en un gran conjunto construido en Shepperton Studios en Inglaterra, en el curso de nueve semanas. Los vehículos de escala natural fueron conducidos y filmados en las calles de Chicago.
En The Dark Knight la Batpod es expulsada del “Acróbata” al quedar este gravemente dañado, siendo las ruedas de esta las ruedas delanteras del coche, que posteriormente se autodestruye.

##### Especificaciones técnicas
- Longitud: 4,57 metros (15 ft).[15]
- Ancho: 2,84 metros (9 ft 4")
- Peso: 2,3 toneladas (2,5 t).
- Aceleración: puede pasar de 0 a 60 km/h en 5,6 segundos. En virtud de su aceleración, el auto podría levantarse sobre su "piernas" frontales, mientras que las ruedas permanecen sujetas al terreno creando la apariencia de una araña gigante.
- Motor: Vauxhall / GM de 5,0 litros, con capacidad de 500 HP (370 kW).[16] El motor a reacción y de control de vectores podría saltar hasta 1,8 metros (6 ft) verticalmente.
- Combustible: El "motor a reacción" en la parte trasera del auto es alimentado por tanques de propano.
- Neumáticos: Llantas Super swampers de 1100 mm (44") de altura, soportadas por ejes de titanio.

##### Uso en Batman Begins
En Batman Begins, Bruce Wayne adquiere a través de Empresas Wayne un vehículo militar, llamado "El Acróbata" para usarlo como Batmobile. Originalmente pintado con un camuflaje militar, Bruce le solicita a Lucius Fox que pinte el "Acróbata" de negro. El vehículo resultante nunca es nombrado como el Batmobile.
Luego en la película, el Dr. Jonathan Crane envenena a Rachel Dawes la cual es luego rescatada por Batman. La policía entra al Asilo Arkham y detienen a Crane, mientras que Batman escapa con Rachel en el Acróbata.
Tras estos sucesos y tras la quema de la mansión Wayne, por parte de Ra's al Ghul y sus secuaces, Alfred rescata a Bruce del incendio, llevándolo hacia la Baticueva. Una vez allí, Bruce vuelve a convertirse en Batman y requiere del Acróbata para detener el siniestro plan de Ra's de destruir Gotham City, tomando las Fosas Ardientes y provocando una fuga masiva del Asilo Arkham. Para evitar que la policía detenga sus planes, Ra's bloquea todos los accesos a la isla de las Fosas Ardientes, levantando los puentes levadizos, pero Batman consigue sortear la barricada, volando con su coche de un salto de una costa a la otra.
Ya en la isla, Ra's secuestra el monorriel que recorre Gotham City, hasta la torre Wayne. Batman toma contacto con un novel Oficial Gordon (mucho antes de ser nombrado como Comisionado) y le pide que pilotee el Acróbata con el fin de derribar las vías del monorriel para así parar el plan maquiavélico de Ra's de contaminar las aguas de la ciudad, con altas dosis del mismo veneno utilizado por el Dr. Crane. Finalmente, el plan resulta un éxito gracias al accionar de Gordon, que consigue derribar las vías con un disparo de misil, efectuado desde el Acróbata.

##### Uso en The Dark Knight

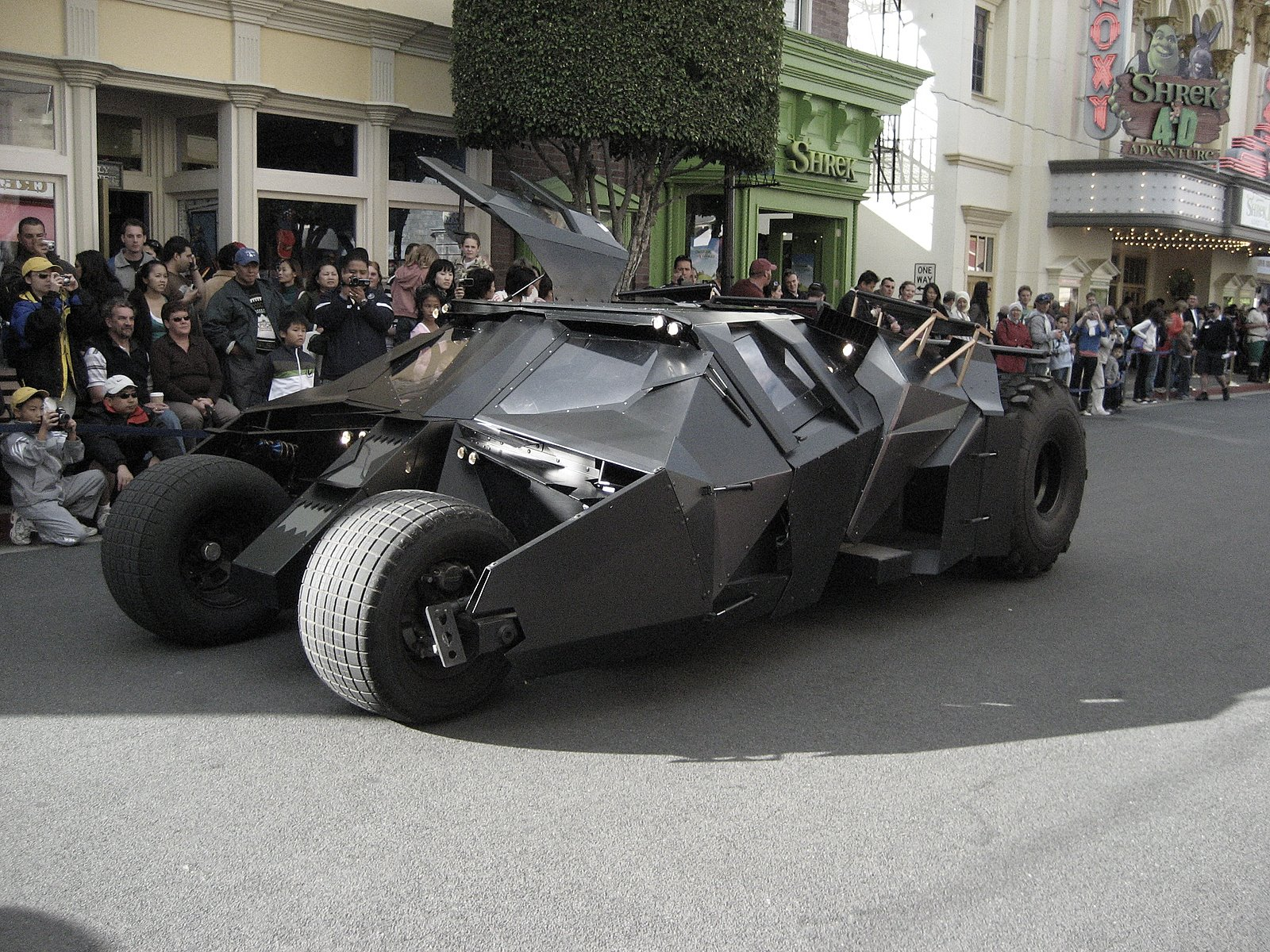
Batmobile de la película Batman Begins dirigida por Christopher Nolan.

El "Acróbata" hace su aparición en un estacionamiento, el cual es controlado remotamente por Batman abriendo fuego contra los autos para intimidar a El Espantapájaros y un mafioso ruso antes de que el Caballero Oscuro apareciese en escena. A pesar de no detener el escape del ruso, Batman consigue exitosamente capturar al Espantapájaros y a los Batmen (falsos Batman).
Más adelante en la película, cuando Harvey Dent es escoltado a través de la ciudad en un convoy policial, este es atacado por El Joker y su banda, los cuales destruyen el convoy; menos el vehículo donde se encuentra Dent. En ese momento, aparece "El Acróbata", destruyendo un camión de basura conducido por uno de los matones del Joker estrellándolo de frente. Batman entonces acelera "El Acróbata" para interponerse entre el camión del Joker y el auto blindado, recibiendo el impacto un lanza granadas ruso RPG-7 disparada por este; el cual destruye parcialmente al "Acróbata". Batman activa el mecanismo de eyeción, convirtiendo las ruedas delanteras en las llantas de la "Batpod" antes que el resto del vehículo se auto destruya.

##### Proceso de producción
Nathan Crowley, un diseñador de productor de Batman Begins, inició el proceso de diseño del "Acróbata" para la película por un modelo a escala. Una de las partes que Crowley uso para crear el vehículo fue la nariz de cono de un P-38 Lightning para usarla como chasis del motor a reacción del "Acróbata". Seis modelos del "Acróbata" fueron construidos en escala 1:12 en el curso de cuatro meses. Después de la creación del modelo a escala, una tripulación de más de 30 personas; incluidos Crowley y los ingenieros Chris Culvert y Annie Smith, crearon una replica a escala natural del "Acróbata" de un bloque de poliestireno expandido en un proceso que duró dos meses.
El modelo de poliestireno fue utilizado para hacer un ‘marco de referencia’ de acero, el cual tuvo que superar muchas pruebas: tener una velocidad superior a 100 mph, ir de 0 a 60 mph (97 km/h) en 5 segundos, poseer un fuerte sistema de dirección para poder doblar las esquinas; y resistir una autopropulsión de hasta 9,1 metros (30 ft). En el primer salto de prueba, el extremo delantero del "Acróbata" colapsó y tuvo que ser reconstruido completamente. La configuración básica del nuevo diseño del "Acróbata" incluía un motor V8 Chevy de 5,7 litros, un eje de camión para el eje trasero, neumáticos frontales de carrera de Hoosier, neumáticos traseros 4x4 de Interco; y un sistema de suspensión de Camiones Baja Racing. El diseño y proceso de desarrollo tomó nueve meses y costó varios millones de dólares.
Con el proceso de diseño terminado cuatro modelos para carreras fueron construidos; cada vehículo con 65 paneles de fibra de carbono y un costo de construcción de 250000 dólares. El interior del "Acróbata" era un set de estudio y no el interior del auto real. La cabina fue ampliada para adaptar las cámaras que filmarían el interior del Acróbata.

#### DC Extended Universe
De acuerdo con el lote de Warner Bros. Studios, el Batmobile de Batman v Superman: Dawn of Justice combinó la inspiración del diseño elegante y aerodinámico de los Batmobiles clásicos y la construcción militar de alta suspensión del más reciente Tumbler de The Dark Knight Trilogy. También se inspiraron en el Batimóvil de 1989. Diseñado por el diseñador de producción Patrick Tatopoulos y Dennis McCarthy, el Batimóvil mide unos 20 pies de largo y 12 pies de ancho. A diferencia de los anteriores Batmobiles, tiene una pistola gatera sentada en la parte delantera y las llantas traseras se afeitan en las llantas del tractor. El Batmóvil se eleva a sí mismo para las escenas que lo representan en la batalla o cuando realiza saltos, y baja al suelo cuando cruza las calles. El Batimóvil aparece en un flashback de Escuadrón Suicida, cuando Batman estaba persiguiendo al Joker y a Harley Quinn antes de que su auto se estrellara en el río, el Joker escapó mientras Harley fue capturada.
En la película Liga de la Justicia de 2017, Batman posee un nuevo vehículo tanque de cuatro patas llamado "Knightcrawler", que fue diseñado por su padre durante la Segunda Guerra Mundial. El Crawler se utiliza en la lucha contra Steppenwolf para rescatar a los científicos de S.T.A.R. Labs (incluido el padre de Cyborg, el Dr. Silas Stone) en un puerto abandonado de Gotham. Cerca del final, el nuevo equipo aborda el portador de tropas portátil, también conocido como "Flying Fox", que lleva el nuevo Batmobile blindado para luchar contra Steppenwolf en Poznarhov, Rusia.

#### Ready Player One
El Batmobile aparece en la película Steven Spielberg 2018 Ready Player One, basada en la novela del mismo nombre de Ernest Cline. El Batmóvil aparece como parte de una carrera junto con muchos vehículos de la cultura pop, incluida la máquina del tiempo DeLorean de Back to the Future, la Furia de Plymouth de Christine, el ciclo de luz de Tron, el Mach 5 de Speed Racer, el Ford Falcon de Mad Max, la camioneta de The A-Team, el camión monstruo Bigfoot y la motocicleta Kaneda de Akira. El Batimóvil se destruye durante la carrera cuando es golpeado por otro vehículo y explota. El sonido de los frenos en los últimos momentos del Batimóvil es de 8 notas del tema de la serie de televisión de Batman de 1966 por Neal Hefti.

### Videojuegos
- En la adaptación de Sega CD de Batman Returns, el Batmobile se controló durante las etapas de bonificación de tiempo después de que se completaron las misiones.
- Hay dos niveles de Batmóvil en la adaptación de videojuegos de Batman Begins en 2005. Electronic Arts usó el motor Burnout 3: Takedown para estos niveles. Batman tiene que empujar a los coches enemigos fuera de la carretera, lo que se traduce en un "derribo" mientras se recogen los impulsos de Nitro en el camino que flotan en la carretera en burbujas holográficas. Xbox World Australia llamó a estas secuencias el punto culminante del juego.[22] Cheatcc.com los calificó como "por mucho, los mejores niveles de Batmobile que se hayan presentado en un juego".[23]
- En el juego de PlayStation Batman: Gotham City Racer, el jugador obtiene toda la independencia para conducir el Batimóvil.
- En DC Universe Online, durante la alerta / incursión de "Batcave: Inner Sanctum", el Batimóvil es destruido por el Custodio Robótico Armado, un robot centinela que ha sido tomado por Brainiac.
- En Injustice: Gods Among Us, Batmobile aparece al final del Super Move de Batman, golpeando a su oponente.
  - En la versión móvil, además de su aparición en el Super Move, el Batmobile (y la forma evolucionada, Militarized Batmobile) se puede obtener como una tarjeta de engranaje, lo que le otorga a su usuario una mejor salud; si está equipado por un personaje de Batman, además otorga a su Super Move un daño aumentado, daño por efecto de área e invulnerabilidad después de usarlo.
- El 25 de febrero de 2016, se confirmó a través de Twitter que el juego de 2015 Rocket League recibiría un paquete de autos de Batmobile el 8 de marzo de 2016 para coincidir con el lanzamiento de Batman v Superman: Dawn of Justice.[24]

#### Batman: Arkhamseries

##### Primer diseño
En Batman: Arkham Asylum, aparece una versión de Batmobile con un diseño fuertemente influenciado por el usado en Batman (película de 1989) y Batman: la serie animada. En el juego, es vandalizado por Harley Quinn y los prisioneros de Blackgate. Más tarde, Batman controla el Batimóvil de forma remota utilizando su cinturón utilitario para llevar a Bane al mar junto con él. En Batman: Arkham City, el Batimóvil aparece en el Mapa del Desafío de Predadores de Batcave y volvió a construirse luego de su lucha con Bane, lo que explica su ausencia en el resto del juego. En Batman: Arkham Origins, un prototipo del Batmóvil fue visto en el Batcave y estaba en construcción por Batman, bajo el título de trabajo "Vehículo de Asalto Urbano" y cuando fue escaneado en Modo Detective su descripción: "Blindado para resistir colisiones directas y disparos de armas pequeñas. Varios armamentos LTL Los perfiles de rastreo del escudo redujeron la huella térmica / del radar. 1.200BHP. 7MPG. Estado: En mantenimiento. "Después de que Bane destruyó el Batcave, el prototipo cayó de la cornisa, destruido, con Alfred bajo los escombros. Los restos destruidos de ese Batimóvil temprano todavía se podían ver en la repisa.

##### Segundo diseño
En Batman: Arkham Knight, una versión diferente del Batmóvil conserva su forma clásica y sus diseños; pero está fuertemente influenciado por The Dark Knight Trilogy Tumbler. El auto es más pesado que un tanque, su capacidad para absorber el impacto lo hace casi indestructible, y afecta a todo lo que colisionó de manera similar. Se puede llamar a Batman instantáneamente con solo presionar un botón y puede expulsar a Batman cientos de pies en el aire para comenzar a deslizarse instantáneamente. Batman también puede controlar el Batmobile de forma remota con su dispositivo remoto Batmobile y puede incluso apoyar a Batman mientras lucha contra el combate de flujo libre a través de un Ataque Especial asistido por Batmobile. Como el Batitraje y los dispositivos, el Batmobile se puede actualizar e incluso tiene sus propios skins alternativos (como uno basado en el Batmobile de la serie de televisión de 1960). El juego también cuenta con Batmobiles de la serie de TV de 1960 y las películas aparecen como DLC y se usan en los desafíos especiales de AR de carreras.